# William B. Post

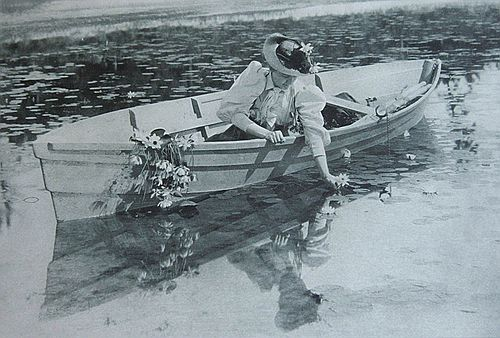
William Boyd Post: Letní dny, 1895

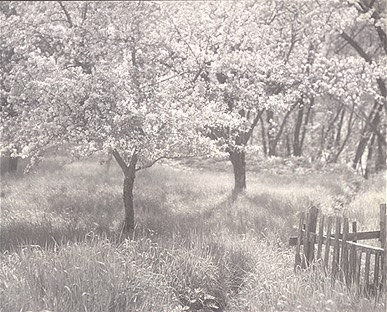
William Boyd Post: Rozkvetlé jabloně, 1897

William Boyd Post (26. prosince 1857 New York City – 12. června 1921 Fryeburg, Maine) byl americký průkopník výtvarné fotografie. Je považován za jednoho z raných piktorialistů.

## Život a dílo
Byl jedním z prvních fotografů v Americe, kteří se zaměřili na fotografování jako uměleckou formu vyjádření.
Narodil se v New Yorku, ale nakonec se usadil v Maine. Tam se do hloubky věnoval krajině, což se odrazilo v jeho fotografické tvorbě. Pomocí změkčující techniky zhotovil řadu platinotisků rozkvetlých jabloní, luk a polí během sklizně, scény s lekníny, scény se sněhem a podobně. Jeho práce jsou ceněny obzvláště za bohaté tóny, rozjímavý charakter a jemnou citlivost.
Byl členem spolku Camera Club of New York a publikoval v jejich časopisu Camera Notes. Jeho díla obdivoval a uznával Alfred Stieglitz, se kterým spoluzaložil slavný klub Fotosecese v roce 1903.
Jeho díla jsou ve sbírkách v Minneapoliského institutu umění, amerického Art Muzea ve Washingtonu a v J. Paul Getty Museu v Los Angeles.

## Galerie

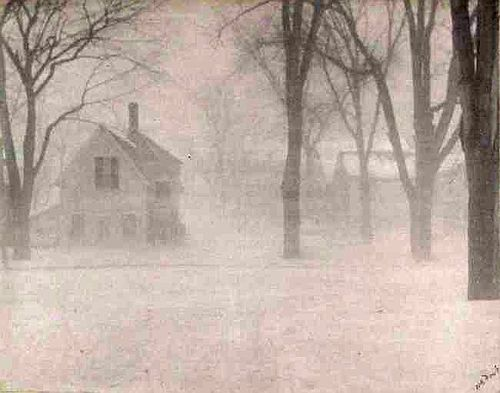
Vesnička v Nové Anglii v mlze, 1905
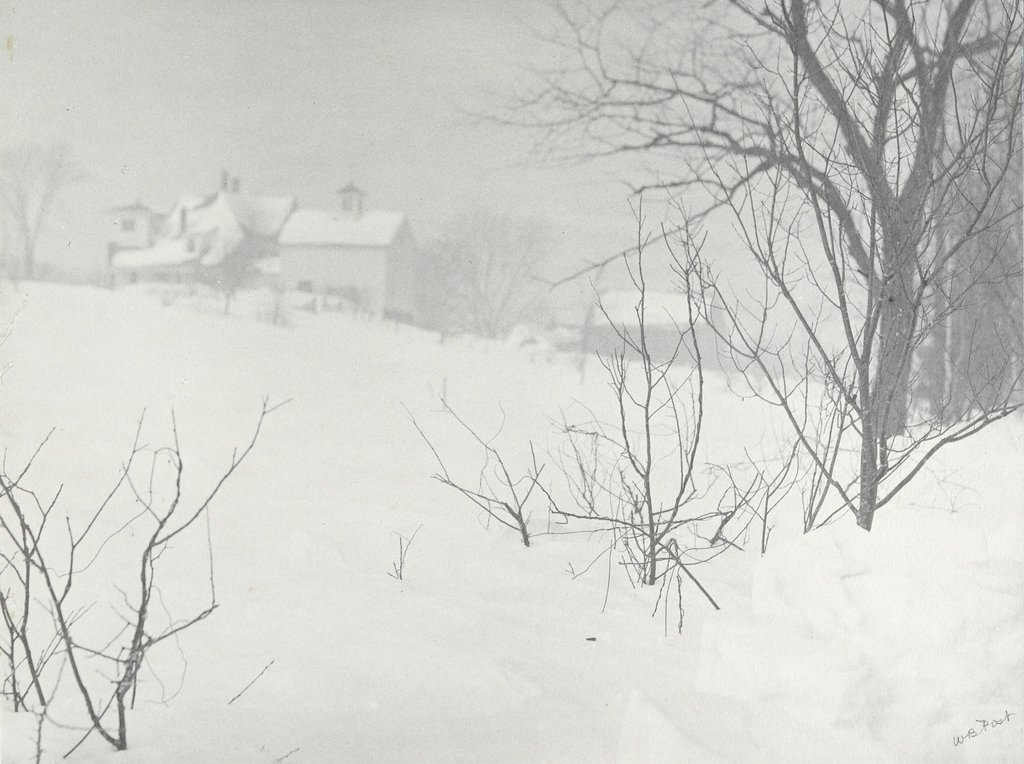
Zimní krajina, Fryeburg, Maine, asi 1904
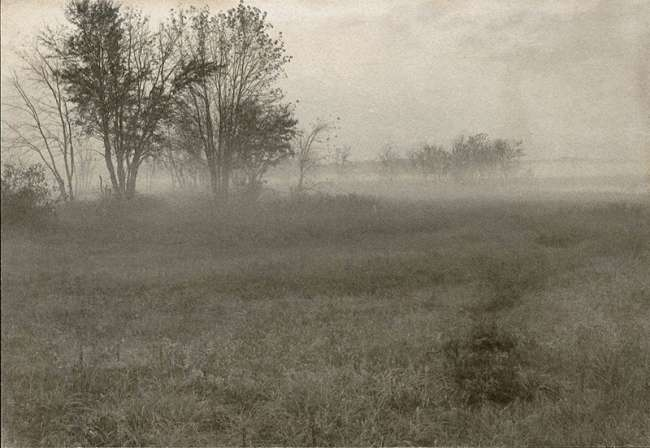
Krajina v mlze, 1905
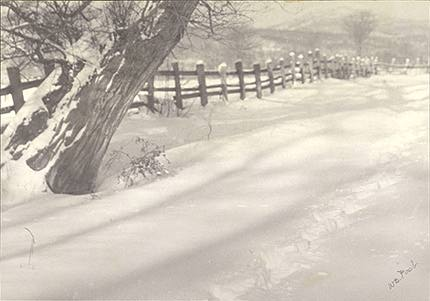
Cesta ve sněhu, 1897
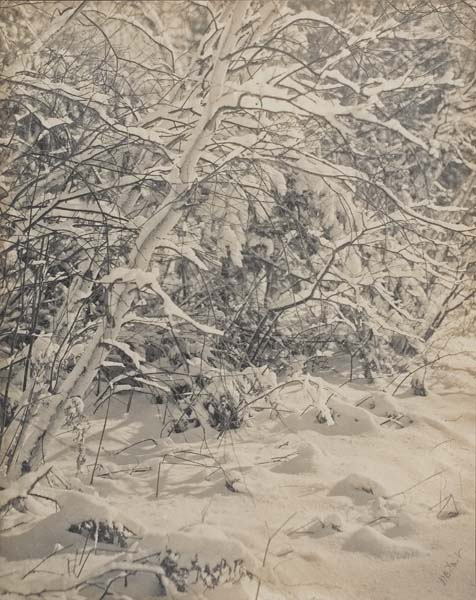
Snow Covered Branches, 1905
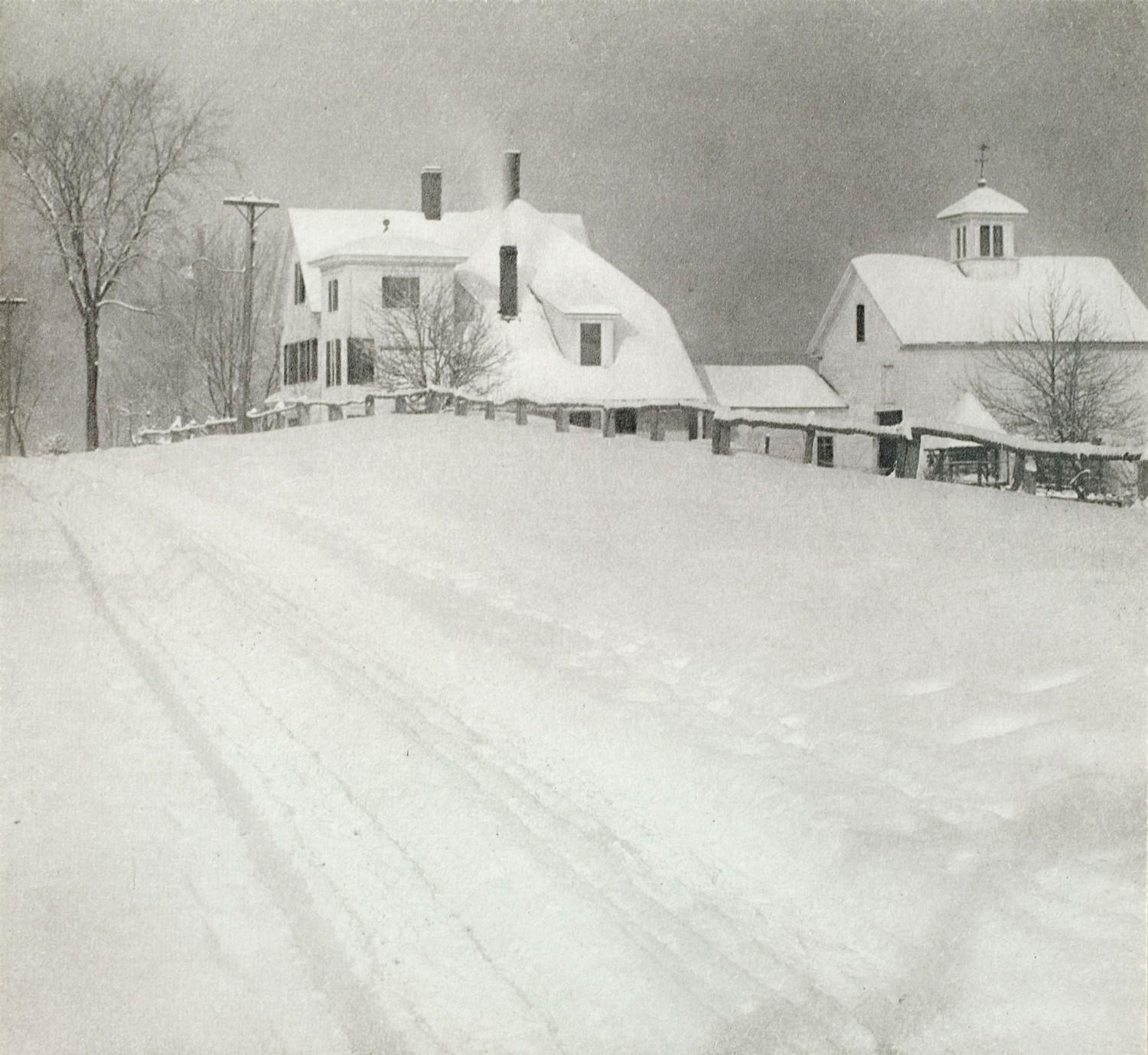
Zimní počasí, 1904